# لورنس ريان
لورنس ريان (بالإنجليزية: Laurence Ryan)‏ هو كاهن كاثوليكي أيرلندي، ولد في 1931 في St Mullin's ‏ في جمهورية أيرلندا، وتوفي في 2003 في مستشفى بومونت، دبلن ‏ في جمهورية أيرلندا.